# Mouvement Démocratique Féminin
El Mouvement Démocratique Féminin (MDF) (Movimiento Democrático Femenino) fue una organización feminista francesa fundada en Francia en 1961 o 1962 en el seno de la izquierda no comunista. Marie-Thérèse Eyquem que presidió la organización desde 1962 hasta su desaparición en 1970 lo definió como «un movimiento de información cívico y político destinado a reagrupar a las mujeres de la izquierda democrática». Otra des sus miembros, Yvette Roudy  lo consideró«un laboratorio de ideas socialistas y feministas». Por su parte la vicepresidenta del MDF Colette Audry, escritora, feminista socialista y sindicalista consideró que el MDF era «una especie de unión de la izquierda adelantada a su época»      
Muchas de sus componentes fueron feministas del Partido Radical o del Partido Socialista Unificado. El movimiento fue precursor de la segunda ola del feminismo y del Movimiento de Liberación de las Mujeres (MLF) que en Francia se creó en 1970.   
El MDF publicó de1965 a 1969 la revista bimensual La Femme du 20ème siècle.

## Inicios

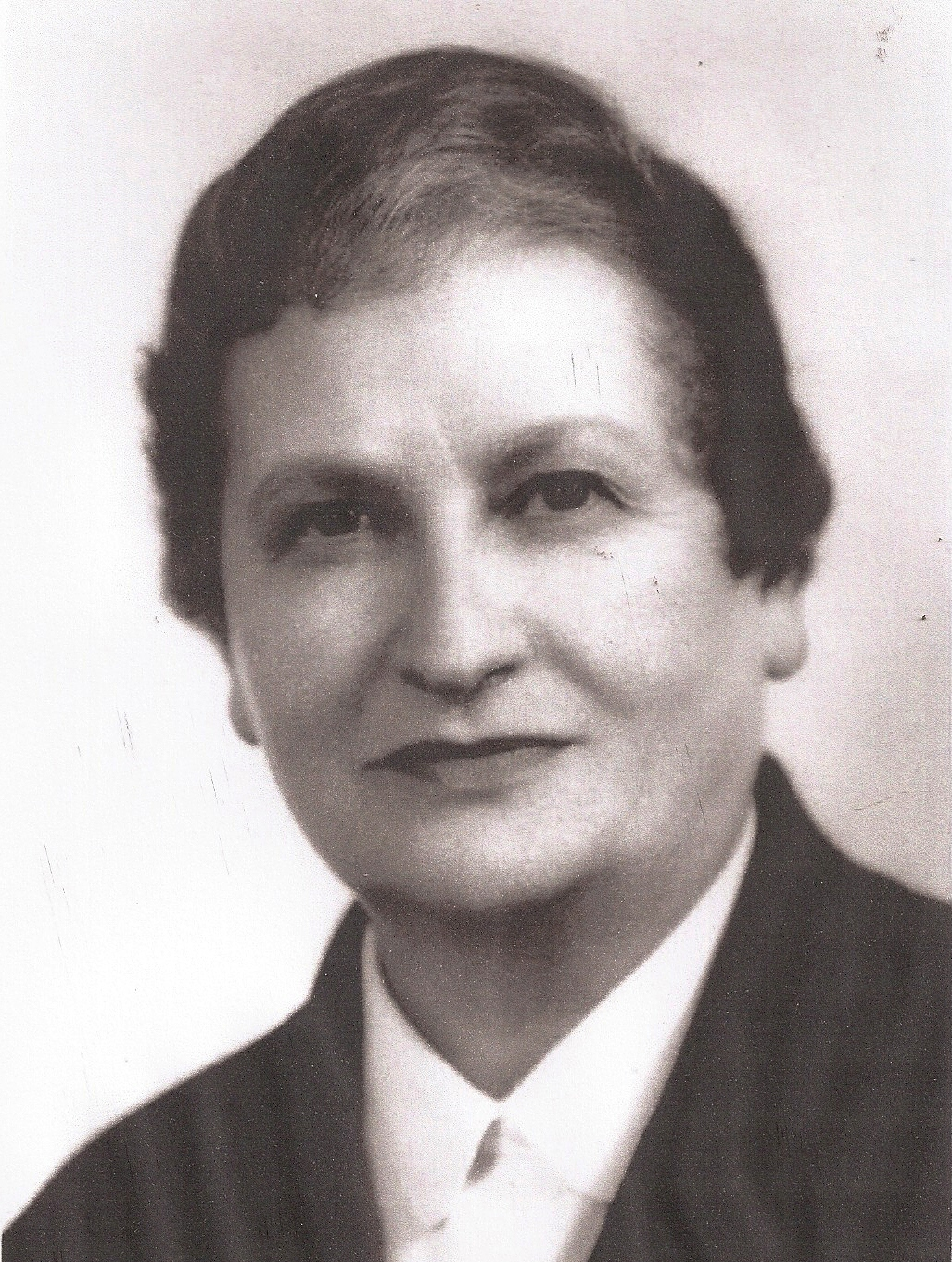
Marie-Thérèse Eyquem presidenta del MDF (1962-1970)

Según la investigadora Sylvie Chaperon que se apoya en el testimonio de Yvonne Dornès el MDF fue fundado en 1961 o 1962 y recuperado más tarde por Marie-Thérèse Eyquem tras una escisión. Al inicio habría reunido a mujeres de todas las tendencias en torno a Irène de Lipkowski, la presidenta, y se convirtió en un movimiento que unió a varios partidos de izquierda tras la salida de Lipkowski y las gaullistas cuando la mayoría se pronunció en contra de la elección en sufragio universal del presidente de la República. Se habría propuesto entonces la presidencia a Dornès, cofundadora del Movimiento francés para la planificación familiar y ésta la rechazó proponiendo a Marie-Thérèse Eyquem quien asumió su presidencia en 1962, versión señalada por la investigadora Hannah Morris.
De hecho Marie-Thérèse no reivindica la fundación del grupo. En 1968 explica así su compromiso:

No habiendo pertenecido nunca a un partido, preocupada por la división de la izquierda, llegué al MDF poco después de su fundación, pues constituía el primer ensayo de reagrupamiento de la izquierda democrática (mujeres radicales, socialistas, convencionales, PSU, numerosas mujeres sin partido).

Por otro lado Janette Brutelle-Duba (SFIO) reivindica el título de fundadora del MDF en un episodio  del enfrentamiento entre dos militantes responsables de la situación de las mujeres en el seno de la FGDS (Federación de la Izquierda Democrática y Socialista), Janette que surge de la Sección Francesa de la Internacional Obrera y Marie-Thérèse Eyquem de la CIR (Convención de Instituciones Republicanas).
En todo caso, más allá del debate sobre quién lo fundó hay consenso en considerar que el MDF tuvo relevancia a partir de la presidencia de Marie-Thérèse Eyquem, que asumió desde 1962 a 1970, año en el que Eyquem dimitió, las actividades del MDF cesaron y surgió el Movimiento de Liberación de las Mujeres en cuya fundación participaron algunas miembros del MDF.

## Activistas destacadas
Además de Marie-Thérèse Eyquem, presidenta del MDF 1962 a 1970, Colette Audry asumió la vicepresidencia e Yvette Roudy, la Secretaria general del MDF siendo responsable de la revista La Femme du XXe Siècle. También sindicalistas como Simone Troisgros o Jeannette Laot, antigua y nueva presidenta de la comisión de la mujer de la CFDT, intelectuales comprometidas en la lucha por la contracepción como Yvonne Dormès, miembro de la Gran Logia Femenina de Francia (GLFF) y directora de la revista Plannig familial o Evelyne Sullerot, presidenta de honor y fundadora del Movimiento francés por la planificación familiar
Otras miembros del MDL fueron Marguerite Thibert, que provenía del movimiento obrero, miembro de la ejecutiva de la Organización Internacional del Trabajo, Gisèle Halimi, Andrée Michel, Anne Zelensky o Madeleine Guilbert.

## Miembros
El movimiento cuenta con unas 1000 adhesiones y cinco años después de su creación reivindica tener 10.000 simpatizantes.

## Actividades
El MDE tiene una biblioteca que da testimonio del objetivo pedagógico del movimiento, organiza estancias de formación, cursos de expresión oral que tienen un importante éxito. Lanza sus propios estudios, difundiendo hojas informativas y efectúa investigaciones sobre la vida cotidiana. Para difundir sus conclusiones organizan reuniones, tardes de estudio o conferencias de debate tanto sobre problemas de actualidad como de conflictos.

### La femme du 20ème siècle
El MDF contó con una revista bimensual publicada entre 1965 y 1969: La Femme du 20ème siècle que sirvió para dar a conocer el MDF y abordar los temas de actualidad. La revista fue liderada por Yvette Roudy, escritora y traductora al francés de La mística de la feminidad de Betty Friedan. Roudy fue la responsable de la redacción y la difusión de la revista.

## Objetivos
El MDF tuvo desde su origen vocación política pero también abordó de manera concreta todo tipo de cuestiones que afectan a la vida de las mujeres. Los ejes principales del MDF fueron anticoncepción -el MDF luchó para suprimir la ley de 1920 que prohibía toda forma de contracepción- y el trabajo femenino. 
El grupo fue a la vez un espacio de debate entre mujeres de izquierdas y un medio para sensibilizar a la población de los desafíos sobre los derechos de las mujeres. La estrategia principal del MDF bajo la dirección de Marie-Thérèse Eyquem fue militar en los partidos políticos en el poder y exigirles proyectos en favor de las mujeres. Dada la falta de mujeres políticas para representarles, consideraron importante conectar con políticos favorables a las iniciativas femeninas.
Próxima a François Mitterrand la organización se declaró socialista y feminista y estableció como objetivo trabajar para que las mujeres tomen conciencia del papel que pueden jugar en la sociedad.

## Trayectoria del MDF
Liderado por Marie-Thérèse Eyquem el MDF se acercó a la unión de la izquierda y en 1964 participó en el congreso fundacional de la Convención de Instituciones Republicanas (CIR) creado por François Mitterrand en 1964, siendo uno de los siete clubes fundadores.  

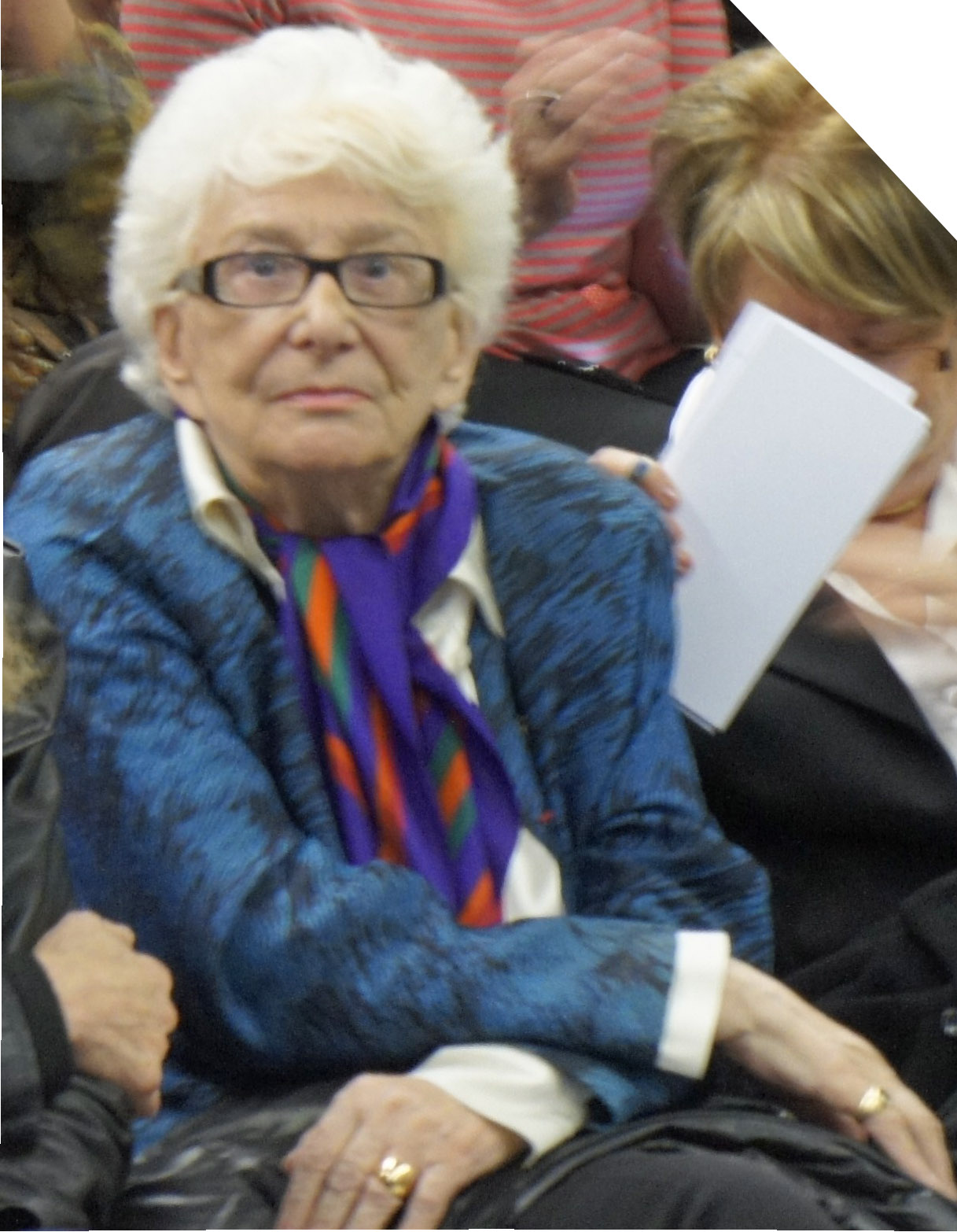
Yvette Roudy Secretaria general del MDF fotografía de 2012

En el MDF Eyquem está a cargo de las relaciones con los sindicatos y otras secciones del MDF en las provincias. El equipo de tres personas que crea con Yvette Roudy y Colette Audry, tienen por misión movilizar a las mujeres en todo el país. Eyquem conduce su pequeño automóvil y cruza Francia para crear pequeños grupos de MDF en todas partes a nivel local. En este tipo de networking amistoso y cara a cara, así como las reuniones públicas organizadas por Eyquem, son propicias para el encuentro de Eyquem con François Mitterrand.
Es en el contexto de las elecciones presidenciales de 1965 cuando se produce un acercamiento entre François Mitterrand y Marie-Thérèse Eyquem que marcará no sólo la vida de Eyquem sino también la trayectoria del MDF.  Durante esta campaña presidencial de 1965 las dirigentes del MDF   logran una intervención del candidato sobre la contracepción. 
En 1966 Marie-Thérèse Eyquem formó parte del contra-gobierno de izquierda y L'Express la calificó de «contra-ministra de las mujeres» En la Federación de la Izquierda Democrática y Socialista (FGDS), coalición electoral creada por François Mitterrand el 10 de septiembre de 1965 como un bloque parlamentario, con el fin de unificar a la "izquierda no comunista" opositora al gobierno de Charles De Gaulle para las primeras elecciones presidenciales directas, del 5 de diciembre, Eyquem se encargó de los «problemas femeninos», elaboró un programa y preparó un libro blanco sobre la situación de las mujeres (Livre blanc sur la condition de la Française ) del que no ha quedado rastro.
A partir de 1967 se lanza sin éxito al combate político electoral, la FGDS presenta a 16 mujeres de las cuales 11 vienen del CIR y forman parte del primer círculo de dirigentes del MDF.  
El 14 de noviembre de 1967 se celebraron en París las primeras "jornadas de estudios nacionales" del MDF con la participación de sesenta delegadas representantes de treinta departamentos. En la reunión también participó Louis Mermaz, diputado de l'Isère, miembro de la dirección política de la Fédération de la gauche.
En 1967 Eyquem anunció la fundación de una sección de "Amigos del MDF" abierta a los hombres interesados por estos problemas y deseosos de trabajar en ellos.

### Mayo del 68 un punto de inflexión
Mayo del 68 es posiblemente, según algunas analistas la causa del declive del MDF con la emergencia de feministas con otros objetivos, entre ellas un grupo que surge de las propias filas del MDF en 1967, el FMA (Féminisme, Masculin, Avenir ) fundado por Anne Zelensky y Jacqueline Feldman que consideran el movimiento demasiado timorato. El FMA mantiene posiciones consideradas más radicales. Se trata de un grupo muy autónomo, agrupa a un puñado de jóvenes (el que fuera mixto es considerado un progreso) en torno a Anne Zelenski y a Jacqueline Feldman. Es un medio universitario, joven, con una neta conciencia feminista y la impaciencia de reaccionar y conectar con la acción de las sufragistas lo que provoca el recrudecimiento de las reivindicaciones femeninas o feministas en contraste con el clima de los años 50.
El mayo del 68 significa para el MDF según Yvetter Roudi el inicio del declive del MDF asegurando que Eyquem se niega a reformar la organización y a su descentralización. Junto a Marguerite Thibert y Évelyne Sullerot rechazan alinearse con el emergente Movimiento de Liberación de las Mujeres quienes se posicionan contra los partidos políticos. Pero las jóvenes militantes como Anne Zelenski se aburren en las reuniones del MDF Mientras que el MDF reivindica la anticoncepción libre, el MLF reclama la libertad sexual.
Marie-Thérèse presenta su dimisión el 21 de mayo de 1970. Entre sus últimas actividades se encuentra la publicación el 2 de enero de 1970 como presidenta de un largo artículo en Le Monde sobre el trabajo a tiempo parcial. En su carta de dimisión asegura que seguirá en contacto con el movimiento.
En noviembre de 1970 el MDF participa en los Estados generales de la mujer organizados por la revista Elle.

### Reencuentro en el Partido Socialista
En 1971 se celebra el congreso fundacional de Partido Socialista en Épinay y una parte de las miembros del MDF se reencuentran en el PS donde deben enfrentarse a una SFIO menos interesada por los derechos de las mujeres que la CIR.
En 1971 Marie-Thérèse Eyquem tras el congreso d'Épinay, se convierte en cuadro del nuevo Partido Socialista de Francia (PS) dirigido por François Mitterrand. Es una de las tres mujeres que forman parte del Comité Director. Ninguna mujer es elegida en las elecciones de 1973 y se compromete entonces en el partido a luchar por una cuota fijada inicialmente en un 10 por ciento de mujeres entre las candidaturas, que se convertirá en un 15 % en el congreso de Nantes en 1977.

## Otros documentos
- Pépin, Sophie ; « Le Mouvement démocratique féminin : un mouvement de femmes avant le mouvement des femmes (1962-1971) » (2008)  Mémoire de Master 2, sous la direction de Philippe Rygiel, Université Paris I Panthéon-Sorbonne, Centre d’histoire sociale du XXe siècle.[4]
- Chaperon, Sylvie; «La radicalisation des mouvements féminins français de 1960 à 1970» Vingtième Siècle. Revue d'histoire  Année 1995  48  pp. 61-74